# Henry Deyglun
Henry Deyglun (* 27. Februar 1903 in Paris; † 22. Februar 1971 in Montreal) war ein kanadischer Schauspieler, Regisseur und Autor französischer Herkunft.

## Leben und Wirken
Deyglun arbeitete nach dem Ersten Weltkrieg an Jacques Copeaus Théâtre du Vieux-Colombier. Nach Meinungsverschiedenheiten mit diesem beschloss er, mit zwei Freunden nach Kolumbien auszuwandern. Da dieser Plan scheiterte, ging er als blinder Passagier an Bord eines Schiffes und kam nach vierzehn Tagen im September 1921 in Montreal an. Er lebte dort von Gelegenheitsarbeiten und wurde Barmann im Kerhulu, einem Restaurant, in dem die Schauspieler des  Théâtre Canadien verkehrten. Er erhielt ein Engagement an dem Theater, das jedoch drei Wochen später in Konkurs ging.
Er unternahm eine Tournee mit der Schauspieltruppe des Théâtre Chanteclerc, nahm nach einer Frankreichreise 1925 die kanadische Staatsbürgerschaft an und beschloss, eine eigene Theatertruppe zu gründen. Für diese schrieb er Melodramen wie das Stück La Mère abandonnée, das er 1925 mit großem Erfolg am Chanteclerc aufführte. Seit den 1930er Jahren schrieb er auch für den Hörfunk, u. a. das Versstück  Nénette et Rintintin, das 1937 entstand. Auch als Filmschauspieler und Drehbuchautor war er aktiv. Unter anderem schrieb er für Jean-Yves Bigras das Drehbuch zu dem Film L'esprit du mal.
Deyglun war zweimal verheiratet, mit der Schauspielerin Mimi D'Estée und mit der Schauspielerin Janine Sutto. Aus der ersten Ehe stammt der Sohn Serge Deyglun, aus der zweiten die Tochter Mireille Deglun. Mireille wurde gleichfalls Schauspielerin, Serge wurde als Singer-Songwriter bekannt.